# Ардан (Бистрица-Насауд)
Ардан (рум. Ardan) насеље је у Румунији у округу Бистрица-Насауд у општини Шиеу. Oпштина се налази на надморској висини од 524 m.

## Становништво
Према подацима из 2002. године у насељу је живело 849 становника, од којих су сви румунске националности.